# Anthochortus graminifolius
Anthochortus graminifolius är en gräsväxtart som först beskrevs av Carl Sigismund Kunth, och fick sitt nu gällande namn av Hans Peter Linder. Anthochortus graminifolius ingår i släktet Anthochortus och familjen Restionaceae. Inga underarter finns listade i Catalogue of Life.